# Muhi
Muhi est un village et une commune du comitat de Borsod-Abaúj-Zemplén en Hongrie.

## Géographie
Le village se situe à proximité de la rivière Sajó

## Histoire
Lors de l'invasion du royaume de Hongrie en 1241 par les Mongols, ce village fut le théâtre de la principale bataille opposant Batu Khan à Béla IV de Hongrie et qui se solda par l'anéantissement de l'armée hongroise. Le roi hongrois réussit néanmoins à s'échapper.